# Sân bay Santander
Sân bay Parayas, Santander (IATA: SDR, ICAO: LEXJ) là một sân bay gần Santander, Tây Ban Nha, là sân bay duy nhất của Cantabria. Sân bay này có 1 đường băng dài 2400 m bề mặt nhựa đường.

## Các hãng hàng không và các tuyến bay
Hiện có các hãng hàng không sau đang hoạt động tại sân bay này:
- Iberia
  - Iberia do Air Nostrum đảm trách (Alicante, Amsterdam, Barcelona, Gran Canaria, Madrid, Málaga, Palma de Mallorca, Seville, Tenerife-North, Valencia)
- Ryanair (Dublin, Frankfurt-Hahn, London-Stansted, Madrid-Barajas, Milan-Bergamo, Reus [bắt đầu ngày 1 tháng 10], Rome-Ciampino)